# Michael Madhusudan Dutt

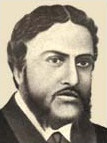
Michael Madhusudan Dutt

Michael Madhusudan Dutt (ur. 25 stycznia 1824 zm. 29 czerwca 1873), indyjski poeta i dramaturg.
Kształcił się w Hindu College (1833–1843), a następnie w Bishop's College w Kalkucie. W Madrasie natomiast uczył się greki, łaciny i hebrajskiego. Początkowo pisał wyłącznie po angielsku, później stopniowo przechodził na bengalski. W swojej twórczości eksperymentował z formą i językiem, dążąc do możliwie największej elastyczności słowa. Odnosił się również do ważkich problemów społecznych (przetłumaczył między innymi na angielski dramat Nildarpan, opowiadający o eksploatacji robotników na plantacjach indyga). Zajmował się również reinterpretacją mitów i klasycznych dzieł literackich.
Jeden z jego sonetów, Bangabhasa, jest wykorzystywany jako czytanka w bengalskich szkołach.

## Wybrane publikacje
- The Captive Lady (1849)[6]
- The Anglo-Saxon and the Hindu (1854)
- Ekei ki bale sabhyata (1860)
- Buro shaliker ghare raom (1860)
- Meghnadvadh kavya (reinterpretacja Ramajany)
- Sadhabar ekadashi (1866)